# Baranów Sandomierski (gemeente)
De gemeente Baranów Sandomierski is een stad- en landgemeente in het Poolse woiwodschap Subkarpaten, in powiat Tarnobrzeski.
De zetel van de gemeente is in miasto Baranów Sandomierski.
Op 30 juni 2005, telde de gemeente 12 300 inwoners.

## Oppervlakte gegevens
In 2002 bedroeg de totale oppervlakte van gemeente Baranów Sandomierski 121,86 km², waarvan:
- agrarisch gebied: 60%
- bossen: 21%

De gemeente beslaat 23,43% van de totale oppervlakte van de powiat.

## Demografie
Stand op 30 juni 2004:
| Omschrijving                   | Totaal | Totaal | Vrouwen | Vrouwen | Mannen | Mannen |
| ------------------------------ | ------ | ------ | ------- | ------- | ------ | ------ |
| eenheid                        | aantal | %      | aantal  | %       | aantal | %      |
| inwoners                       | 12 080 | 100    | 6066    | 50,2    | 6014   | 49,8   |
| bevolkingsdichtheid (inw./km²) | 99,1   | 99,1   | 49,8    | 49,8    | 49,4   | 49,4   |

In 2002 bedroeg het gemiddelde inkomen per inwoner 1330,42 zł.

## Administratieve plaatsen (sołectwo)
Dąbrowica, Durdy, Dymitrów Duży, Dymitrów Mały, Kaczaki, Knapy, Marki, Siedleszczany, Skopanie (sołectwa: Skopanie Osiedle en Skopanie Wieś), Suchorzów, Ślęzaki, Wola Baranowska.

## Aangrenzende gemeenten
Cmolas, Łoniów, Majdan Królewski, Nowa Dęba, Osiek, Padew Narodowa, Tarnobrzeg, Tuszów Narodowy